# Salle Reine Élisabeth
Résidence
La Salle Reine Élisabeth est une salle de concert située Place Reine Astrid à Anvers en Belgique.
La Salle Reine Élisabeth peut accueillir 2 000 personnes et est la résidence attitrée de l’Antwerp Symphony Orchestra. Elle fait partie de l'Elisabeth Center Antwerp, géré par la Société royale de Zoologie d'Anvers (Koninklijke Maatschappij voor Dierkunde Antwerpen - KMDA).
Elle accueille des concerts classiques tout comme des congrès.

## Histoire
En 1897, la Grote Feestzaal est construite sur le site de l'actuelle Salle Reine Élisabeth pour accueillir les concerts organisés par la Société royale de Zoologie d'Anvers. La première salle de concert, construite par Émile Thielens, faisait partie du Complexe des salles des fêtes et était utilisé pour des soirées dansantes et des concerts symphoniques pour la grande bourgeoisie. 
Le complexe est gravement endommagé pendant la Seconde Guerre mondiale et est incendié en 1947. En 1959, une nouvelle salle de concert est construite par Rie Haan à partir d'éléments de l'Exposition universelle de 1958. En 1960, la nouvelle Salle Reine Élisabeth est inaugurée par la reine Élisabeth.
En 2011, la construction d'une nouvelle Salle Reine Élisabeth sur le même site est décidée. Le bureau d'architectes Ian Simpson de Manchester conçoit le nouveau complexe en collaboration avec Kirkegaard Associates de Chicago et le Bureau Bouwtechniek. Le gouvernement flamand investit 57 millions € dans le projet qui comprend une salle de concert et un palais des congrès. La nouvelle Salle Reine Élisabeth est inaugurée par la reine Mathilde le 25 novembre 2016,,.

## Caractéristiques

### Acoustique
L'architecte Ian Simpson collabore avec Kirkegaard Associates pour optimiser les résonances sonores de la salle. Sa forme en « boîte à chaussures » lui assure une résonance idéale. En outre, l'absence d'avant-scène permanente évite la perte sonore. Des réflecteurs ou panneaux acoustiques amovibles sont fixés au plafond pour une bonne projection des sons et peuvent être déplacés ou enlevés selon l'usage de la salle. Un vide rempli de sable de lave est situé derrière les parois en chêne, qui sert d’amortisseur acoustique.

### Multifonctionnalité
La Salle Reine Élisabeth est multifonctionnelle. Par exemple, où qu’ils soient assis dans la salle, les auditeurs jouissent d’une bonne visibilité sur la scène et peuvent profiter des espaces ouverts au public avant, pendant ou après la représentation. Le délai de rotation (montage et démontage d'une production) est minime. La scène se compose de douze sections mobiles et la disposition de l'éclairage et des décors s'effectue au-dessus du plafond de la salle de concert. L’arrière de la scène compte soixante-dix sièges, pouvant être occupés par le chœur, par le public, ou bien être supprimés afin d'agrandir la scène.
La capacité d'accueil de la Salle Reine Élisabeth varie de 1 850 à 2 000 places selon l'agencement (concert, congrès, théâtre).

### Accès
La Salle Reine Élisabeth se situe au cœur de la ville d’Anvers, à proximité de la gare d'Anvers-Central au trafic ferroviaire national et international. Le quartier est par ailleurs desservi en lignes de bus, de tramway et de métro, et compte de nombreuses places de parking. L’accueil du complexe aménagé au niveau de la rue permet de rejoindre la salle au moyen d'ascenseurs.

## Orchestre en résidence: Antwerp Symphony Orchestra
L’Antwerp Symphony Orchestra est l’orchestre en résidence de la Salle Reine Élisabeth, depuis l'ouverture de la nouvelle salle en novembre 2016. L’orchestre est placé sous la direction de sa cheffe principale Elim Chan et du chef honoraire Philippe Herreweghe. L’Antwerp Symphony Orchestra utilise la salle pour des concerts et des enregistrements.